# Agassizhorn
Agassizhorn is een berg in Zwitserland die deel uitmaakt van de Berner Alpen. De berg is vernoemd naar Louis Agassiz. 